# جيم هاغان
جيم هاغان (بالإنجليزية: Jim Hagan)‏ هو لاعب كرة قدم ومدرب كرة قدم بريطاني، ولد في 10 أغسطس 1956 في Monkstown, County Antrim ‏ في المملكة المتحدة. لعب مع برمنغهام سيتي وسيلتا فيغو وكوفنتري سيتي وكولتشستر يونايتد ونادي بيليمينا يونايتد ونادي توركي يونايتد ونادي كروسيدرز ونادي كوليرين.